# Hvid næbfrø
Hvid næbfrø (Rhynchospora alba) er et 10-50 cm højt halvgræs med hvide, blomsterlignende aks og en løs, tueformet vækst. Arten er ret sjælden i Danmark og findes kun på sur bund i f.eks. højmoser og hedemoser. Frugterne er nødder, hvor det nederste af griflen er blivende, sådan at den danner et "næb" (deraf navnet).

## Beskrivelse
Hvid næbfrø er en flerårig, urteagtig plante med en løs, tueformet vækst og stift oprette stængler. Stænglerne er stive, trekantede i tværsnit og svagt furede. Bladene sidder spredt op ad stænglen med helt omsluttende bladskeder og linjeformede, ganske smalle, helrandede blade. Begge bladsider er græsgrønne.
Blomstringen foregår i juni-august, hvor man finder de stærkt reducerede blomster siddende i små, 1-3 blomstrede aks, der igen er samlet i endestillede knipper med 5-25 aks i hver. De enkelte blomster har hvide dækskæl, men består i øvrigt af 2 støvdragere og 1 støvfang. Frugterne er nødder, hvor det nederste af griflen er blivende, sådan at den danner et "næb" (deraf navnet).
Rodsystemet er trævlet og tæt forbundet med svampe i mykorrhiza-samliv.
Højde x bredde og årlig tilvækst: 0,25 x 0,15 m (25 x 15 cm/år).

## Hjemsted
Hvid næbfrø er naturligt udbrdet i Kaukasus, Sibirien, Kamtjatka, Kina, Korea, Japan, Alaska, Canada og det nordøstlige og vestlige USA. I Europa findes den i de nordlige og østlige lande samt i bjergene i Sydeuropa. Overalt foretrækker den lysåbne voksesteder på våd og sur bund (højmose).
I Danmark er den temmelig sjælden i Jylland, hvor den vokser i hængesæk, højmoser, hedemoser og klitlavninger. På Øerne er den meget sjælden.
I Råbjerg Mose ved Råbjerg Mile, Nordjylland, findes hævet havbund med markante, tidligere revler (”rimmer”). I sænkningerne mellem disse tidligere revler (”dopper”) er der opstået næringsfattige moser. Her vokser arten sammen med bl.a. rosmarinlyng, tranebær, vibefedt, brun næbfrø, klokkeensian, klokkelyng, liden soldug, mosebølle, mosepost, rundbladet soldug, tuekæruld og fire arter af ulvefod
| Portal | Portal:Botanik |

## Note
1. ↑  Dansk Ornithologisk Forening: Jerup Hede, Råbjerg Mose & Tolshave Mose – gennemgang af botaniske fund i et spændende fugleområde